# Bistum Velletri

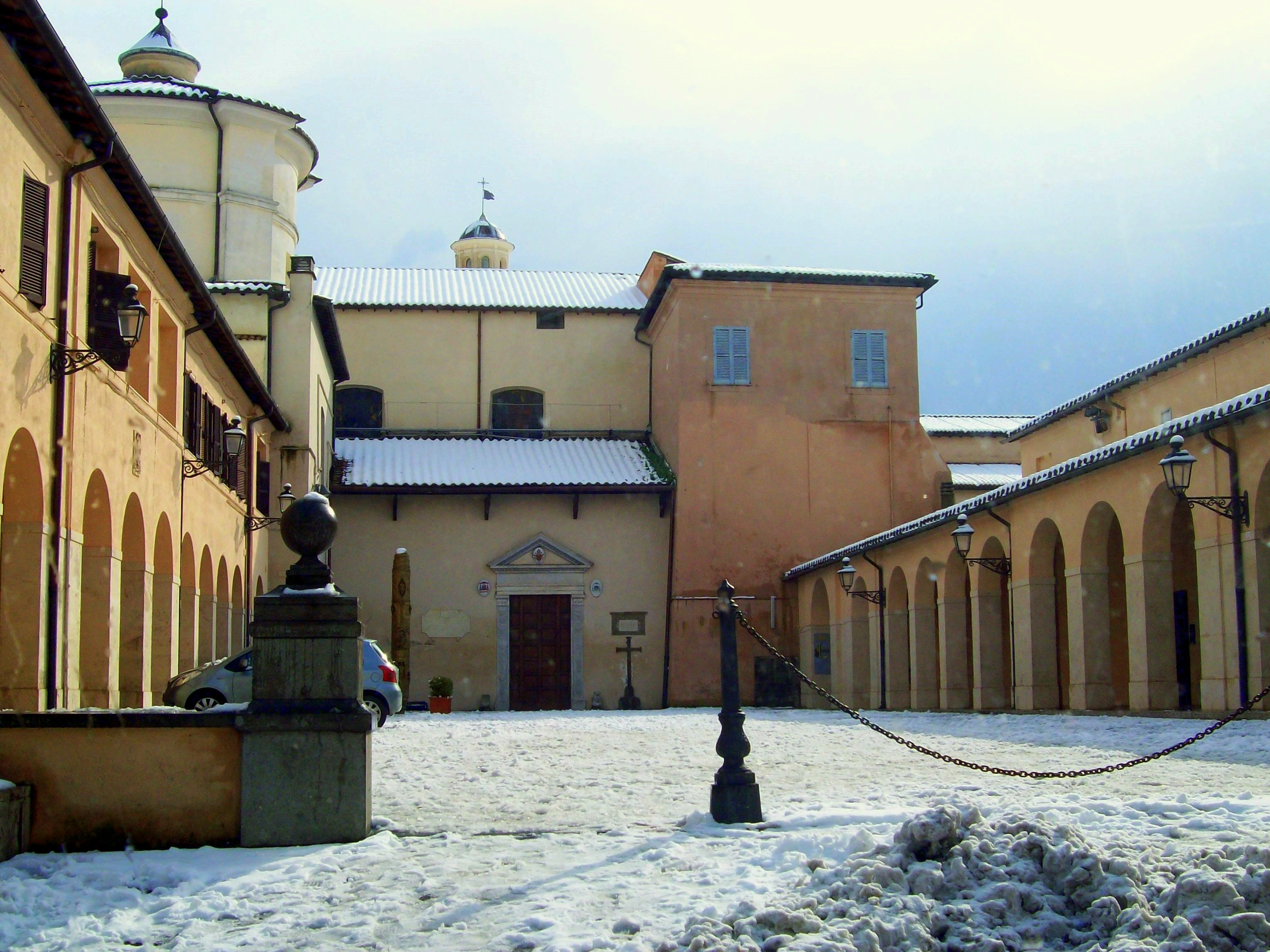
Kathedrale San Clemente in Velletri

Das Bistum Velletri war eine in Italien gelegene römisch-katholische Diözese mit Sitz in Velletri, die zwischen dem 5. Jahrhundert und 1060 eigenständig existierte und danach bis 1914 mit dem suburbikarischen Bistum Ostia in Personalunion verbunden war. Es ging 1986 im suburbikarischen Bistum Velletri-Segni auf.

## Geschichte
Das Bistum Velletri entstand im 5. Jahrhundert. Im Jahr 1060 wurde Velletri unter Bischof Petrus Damianus OSB mit dem suburbikarischen Bistum Ostia in Personalunion verbunden.
Erst 1914 löste Papst Pius X. mit dem Motu proprio Edita a nobis die Verbindung der beiden Diözesen Ostia und Velletri auf. Das Bistum Velletri tauschte am 19. März 1950 Gebiete mit Bistum Terracina, Priverno e Sezze, das heute Bistum Latina-Terracina-Sezze-Priverno heißt aus und am 12. September 1967 am 12. September 1967 gab es abermals Territorien ab.
Papst Johannes Paul II. vereinigte am 20. Oktober 1981 die Diözese Velletri aeque principaliter mit dem Bistum Segni unter dem Namen „Velletri und Segni“. Die endgültige Verschmelzung der beiden Bistümer erfolgte am 30. September 1986.